# RBB (minialbum)
RBB – piąty minialbum południowokoreańskiej grupy Red Velvet, wydany 30 listopada 2018 roku przez wytwórnię SM Entertainment i dystrybuowany przez Iriver. Płytę promował singel „RBB (Really Bad Boy)”. Sprzedał się w nakładzie 96 773 egzemplarzy w Korei Południowej (stan na styczeń 2019 r.).

## Lista utworów
| CD | CD                                             | CD            | CD | CD                       | CD      |
| Nr | Tytuł utworu                                   | Tekst         | Kompozycja | Aranżacja                | Długość |
| -- | ---------------------------------------------- | ------------- | --- | ------------------------ | ------- |
| 1. | „RBB (Really Bad Boy)”                         | Kenzie        | Kenzie, Timothy 'Bos' Bullock, Sara Forsberg, MZMC                                                                         | Bullock                  | 3:08    |
| 2. | „Butterflies”                                  | Jo Yoon-kyung | Harvey Mason Jr., Michael Wyckoff, Joshua Golden, Patrick 'J. Que' Smith, Dewain Whitmore Jr., Britt Burton, Yoo Young-jin | Harvey Mason Jr., R!ot   | 3:29    |
| 3. | „So Good”                                      | Kim In-hyung  | LDN Noise, Deez, Ellen Berg Tollbom                                                                                        | LDN Noise, Deez, Tollbom | 3:26    |
| 4. | „Meositge (Sassy Me)” (kor. 멋있게 (Sassy Me)) | Kenzie        | Kenzie, Moonshine, Anne Judith Wik                                                                                         | Moonshine                | 3:06    |
| 5. | „Taste”                                        | Park Sung-hee | Penomeco, Dem Jointz | Dem Jointz               | 3:04    |
| 6. | „RBB (Really Bad Boy)” (English Ver.)          | Sara Forsberg | Kenzie, Timothy 'Bos' Bullock, Sara Forsberg, MZMC                                                                         | Bullock                  | 3:08    |

## Notowania
| Lista                         | Pozycja |
| ----------------------------- | ------- |
| Gaon Weekly Album Chart       | 1       |
| Gaon Monthly Album Chart      | 3       |
| Gaon Yearly Album Chart       | 49      |
| Five Music (Tajwan)           | 4       |
| Oricon Weekly Album Chart     | 33      |
| Billboard World Albums        | 2       |
| Heatseekers Albums            | 1       |
| French Download Albums (SNEP) | 92      |
| Billboard Japan Hot Albums    | 51      |